# Liste der Kulturdenkmäler in Ludwigshafen-Oppau
In der Liste der Kulturdenkmäler in Ludwigshafen-Oppau sind alle Kulturdenkmäler des Stadtteils Oppau der rheinland-pfälzischen Stadt Ludwigshafen am Rhein aufgeführt, einschließlich des Ortsteils Edigheims. Grundlage ist die Denkmalliste des Landes Rheinland-Pfalz (Stand: 18. November 2024).

## Denkmalzonen
| Bezeichnung                                | Lage                          | Baujahr | Beschreibung | Bild                           |
| ------------------------------------------ | ----------------------------- | ------- | --- | ------------------------------ |
| Denkmalzone Friedhof                       | Oppau, Rheinstraße 40 Lage    | 1913    | Friedhof 1913 angelegt, mehrfach erweitert; Friedhofskapelle, eingeschossiger neuromanischer Walmdachbau, 1913; im Innern Reste eines Kriegerdenkmals 1849, 1866 und 1870/71, 1877 von Bildhauer Schuler, Ludwigshafen; Kriegerdenkmal 1914/18 (und 1939/45), Muschelkalk, um 1920; Ehrenmal Explosionsunglück 1921, obeliskartiger Sandsteinkubus; Gedenkstein Hochwasserkatastrophe 1882/83, reliefierte Sandsteinstele; Grabmäler: Georg Hüter († 1933), reliefierte Sandsteinstele, 1956; Jakob Scheller († 1931), kubischer Sandsteinblock, Bronze-Lyra | weitere Bilder Fotos hochladen |
| Denkmalzone ehemaliger Frankenthaler Kanal | Edigheim, Am Hansenbusch Lage | 1773–81 | Verbindung zwischen Frankenthal und dem Rhein, Reststück des Kanals mit dreistufigem Querschnitt und Ausweichrondellen, 1773–81, Architekt Hofkammerrat Dyckerhoff | BW                             |

## Einzeldenkmäler
| Bezeichnung                      | Lage                                         | Baujahr   | Beschreibung | Bild                           |
| -------------------------------- | -------------------------------------------- | --------- | --- | ------------------------------ |
| Wohnhaus                         | Oppau, Edigheimer Straße 2 Lage              | 1922/23   | Eckwohnhaus, kunststeingegliederter Walmdachbau, 1922/23, Architekt Alfons Collignon; ortsbildprägend | Fotos hochladen                |
| Wohn- und Gasthaus               | Oppau, Edigheimer Straße 95 Lage             | 1909      | Wohn- und Gasthaus auf unregelmäßigem Grundriss mit bewegter Dachlandschaft, Jugendstilmotive, 1909, Architekt Jakob Fick | Fotos hochladen                |
| Postamt                          | Oppau, Friedrichstraße 1 Lage                | 1922/23   | ehemaliges Postamt; Wohn- und Amtshaus, kunststeingegliederter Walmdachbau, 1922/23 | Fotos hochladen                |
| Wohn- und Geschäftshaus          | Oppau, Friedrichstraße 7 Lage                | 1906/07   | stattliches Eckwohn- und Geschäftshaus, neubarocker Walmdachbau, voluminöser Eckerker mit Zwiebelhaube, 1906/07, Architekt V. Lindner, Mannheim; Gartentor zwischen Standsteinpfeilern | Fotos hochladen                |
| Kilometerstein                   | Oppau, Friesenheimer Straße, bei Nr. 30 Lage | um 1875   | Kilometerstein; Sandsteinzylinder, um 1875 | Fotos hochladen                |
| Rathaus Oppau                    | Oppau, Georg-Hüter-Platz 26 Lage             | 1906/07   | Mansarddachbau mit geschweiftem Giebel, Renaissance-, Barock- und Jugendstilmotive, 1906/07, Architekt Friedrich Pützer, Darmstadt; platzbildprägend | Fotos hochladen                |
| Pestalozzischule                 | Oppau, Große Gasse 8 Lage                    | 1923      | mächtiger U-förmiger Baukomplex mit Torfahrt, dreigeschossige Walmdachbauten, expressionistische Motive, im Mittelteil figürliche Reliefs, 1923, Architekt Heinrich Slangen, Mannheim | BW                             |
| Evangelische Auferstehungskirche | Oppau, Kirchenstraße 1 Lage                  | 1830      | klassizistischer Saalbau, 1830, nach Zerstörung 1921 veränderter Wiederaufbau 1923, Architekt Wolfgang Schrade, Mannheim; mit Ausstattung; an der Turmfassade Gedenktafel 1914/18 und für die Opfer des Explosionsunglücks 1921 | weitere Bilder Fotos hochladen |
| Katholische St. Martinskirche    | Oppau, Kirchenstraße 6 Lage                  | 1953/54   | dreischiffige Halle, sachlich-schlichte, verputzte Stahlbetonkonstruktion, Glockenturm, eingezogenes Obergeschoss mit Pyramidendach, 1953/54, Architekten Albert Boßlet, Würzburg, und Erwin van Aaken, unter Einbeziehung des teilweise erhaltenen Turms des Vorgängers und des Pfarrhauses; Mosaik von Bildhauer Hans König, Trennfurt; Chorfenster von Wilhelm Braun, München, Langhausfenster von Boßlet; mit Ausstattung | weitere Bilder Fotos hochladen |
| Katholisches Pfarrhaus           | Oppau, Kirchenstraße 8 Lage                  | 1912      | neubarocker Walmdachbau, 1912; Gesamtanlage mit Kirche und Schwesternhaus (Kirchenstraße 10) | Fotos hochladen                |
| Mozartschule                     | Oppau, Kurt-Schumacher-Straße 36 Lage        | 1911      | sandsteingegliederter Putzbau auf Bossenquadersockel, Dachreiter mit Glockenhelm, 1911 | BW                             |
| Kriegerdenkmal                   | Edigheim, Bürgermeister-Fries-Straße Lage    | 1928      | Kriegerdenkmal 1914/18 des Krieger- & Militär-Vereins Edigheim; überlebensgroße Sandsteinfigur auf kubischem Sockel, 1928 | Fotos hochladen                |
| Katholische Kirche Maria Königin | Edigheim, Bürgermeister-Fries-Straße 1 Lage  | 1961–62   | Saalkirche mit Unterkirche in Stahlbetonbauweise und freistehendem Glockenturm aus Beton, 1961–62, Architekt Heinrich Hebgen, Ludwigshafen; besondere Raumlösung; mit Ausstattung | weitere Bilder Fotos hochladen |
| Evangelische Kirche              | Edigheim, Bürgermeister-Fries-Straße 4 Lage  | 1914–16   | malerisch gestaffelte Hallenkirche, sandsteingegliederter Jugendstilbau, Fassadenflankenturm mit Zwiebelhaube, 1914–16, Architekt Raimund Ostermaier, Kaiserslautern; mit Ausstattung; bauzeitliches Pfarrhaus (Oppauer Straße 60), sandsteingegliederter Walmdachbau, Architekt Raimund Ostermaier | weitere Bilder Fotos hochladen |
| Bocksbrücke                      | Edigheim, Glockenloch, bei Nr. 1a Lage       | um 1800   | einbogiger Sandsteinquaderbau über den Altrhein, wohl um 1800 | BW                             |
| Wasserturm                       | Edigheim, Oppauer Straße 30 Lage             | 1899/1900 | historisierender zylindrischer Backsteinbau mit polygonalem Turmkopf, Kegeldach mit Laterne, 1899/1900; mit Ausstattung | weitere Bilder Fotos hochladen |
| Kriegerdenkmal                   | Edigheim, Ostring, auf dem Friedhof Lage     | 1891      | Friedhof 1844 angelegt, mehrfach erweitert; Kriegerdenkmal 1870/71, Germania, Sandstein, auf hohem Postament, 1891 | Fotos hochladen                |